# Hydractinia brachyurae
Hydractinia brachyurae är en nässeldjursart som först beskrevs av Hirohito 1988.  Hydractinia brachyurae ingår i släktet Hydractinia och familjen Hydractiniidae. Inga underarter finns listade i Catalogue of Life.